# Praefectus classis
Per Praefectus classis (dal latino Classis = flotta) si intendeva il comandante in capo di una delle tante flotte dislocate nel Mediterraneo o nel Ponto Eusino o lungo i grandi fiumi europei, facente parte dell'esercito romano. Apparteneva all'ordine equestre e faceva parte delle prefetture romane. Il suo più stretto collaboratore, ed in casi particolari suo sostituto era il subpraefectus classis.

## Storia
Durante il periodo repubblicano, il comando della flotta era affidato ad un magistrato o ad un promagistrato, normalmente di rango consolare o pretorio. Durante le guerre puniche per esempio, un console comandava la flotta, mentre l'altro l'esercito di terra. Nelle successive guerre condotte in Oriente, i pretori assunsero il comando della flotta. Tuttavia, poiché questi uomini avevano incarichi politici, la gestione effettiva delle flotte o di squadre navali fu affidata ai loro subordinati, i legati certamente più esperti. Fu quindi durante le guerre puniche che apparve, per la prima volta la figura del praefectus classis.
Durante il periodo imperiale, con Augusto il praefectus classis divenne procurator Augusti, a capo di ciascuna flotta permanente. Le due maggiori flotte erano a Ravenna e Miseno. Questi posti furono inizialmente occupati da coloro che appartenevano all'ordine equestre, o a partire da Claudio, dai suoi liberti, garantendo così il controllo imperiale diretto sopra le varie flotte. Con la dinastia dei Flavi, la condizione di praefectus fu affidata ai soli cavalieri con esperienza militare, che avevano fatto carriera nelle militiae equestri. Anche in questo caso il prefetto, seppure dotato di esperienza militare, era comunque un politico con scarse conoscenze navali, tanto da affidarsi a dei subordinati.

## Gerarchia
Vi era una sostanziale differenza di grado, importanza nel cursus honorum tra prefetti della flotta, che si rifletteva inevitabilmente anche sullo stipendium tra gli alti gradi del comando: 
- i prefetti delle due flotte praetoriae (Misenensis e Ravennatis), erano inquadrati come procuratores ducenarii, ovvero percepivano 200,000 sesterzi annui;
- il prefetto della Classis Germanica, della Classis Britannica e più tardi della Classis Pontica erano invece procuratores centenarii (percependo 100,000 sesterzi);
- gli altri prefetti erano denominati anche procuratores sexagenarii (ovvero guadagnavano 60,000 sesterzi).[12]

La carriera prefettizia, comprese quelle collegate alle flotte romane, faceva parte di un più ampio cursus honorum dell'ordine equestre come qui sotto illustrato:
- Milizie equestri: praefectus cohortis, prefetture a Roma (vigili, coorti urbane, coorti pretorie) praefectus alae, praefectus legionis (da Settimio Severo);
- Prefetture: di flotta, dell'annona, d'Egitto, del pretorio; tali prefetture costituivano il cosiddetto Fastigium equestre, cioè l'apice della carriera di un cavaliere;

La carriera equestre si divideva essenzialmente in tre categorie di rango; C (centenario), CC (ducenario), CCC (tricenario), che corrispondevano al reddito annuo percepito: 100.000, 200.000 o 300.000 sesterzi.